# 锈色亚齿菌

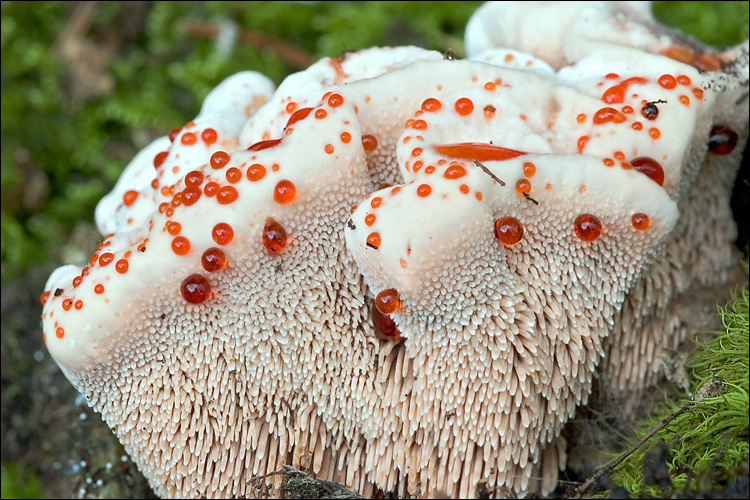
銹色亞齒菌的表面放大圖

锈色亚齿菌是烟白齿菌科中的一个齿菌属种。作为一种广泛分布的物种，它被发现在北非、亚洲、欧洲和北美。地面上的真菌子实体单独或成簇在针叶林，通常是在差（低营养）或砂土。担子果偏于陀螺形，直径为3—10 cm（1—4英寸）。它们的天鹅绒般的表面，最初为白色变成粉红色，有时中渗出的红色液体滴。果实主体的下表面特征白色到红褐色棘突多达6 毫米长。成熟子实体色泽变深棕红，并随后很难从其他类似Hydnellum物种区分开来。在它所生长的腐殖质和上层土壤中，锈色亚齿菌形成菌丝体垫。真菌的存在改变了土壤的特性，使得它更灰化。

## 栖息地和分布
锈色亚齿菌主要存在于针叶林地，常见于松树附近，偶尔也有云杉。子实体偏好有机物质和营养物质含量较低的沙质土壤，并可单独或成簇生长。它们更有可能在原始森林中被找到。这种真菌发生在北美洲，包括墨西哥。这种真菌分布广泛，但在整个欧洲普遍不常见，尽管可能有一些地方常见。在英国，锈色亚齿菌暂时被列为濒危物种，并受到《1981年野生动物和农村法案》保护; 在2004年，它被列入《英国生物多样性行动计划》中考虑的14种物种之一，该物种规定了具柄齿菌真菌（即有盖和柄的齿菌真菌）。这种真菌在蒙特內哥羅被保护。它在印度和北非被收集。